# 가이아나 대통령
가이아나 협동 공화국의 대통령(영어: President of the Co-operative Republic of Guyana)은 가이아나 헌법에 따르면 가이아나의 국가원수이자 정부수반이며 공화국군 총사령관이다. 대통령은 또한 가이아나 훈장의 수상이기도 하다. 군 통수권자로서 그들의 헌법적 역할과 동시에, 대통령은 별도의 국방장관을 임명하지 않는다. 그 포트폴리오는 국방법에 따라 국방장관에 지명된 모든 책임을 다하는 대통령에 의해 보유된다.
현재 가이아나 대통령은 이르판 알리이다.

## 역사 및 설명
1970년 가이아나가 공화국으로 선포되었을 때 대통령은 5년 임기의 국회의원에 의해 선출되었고 주로 의례적인 권력을 가지고 있었다. 아서 청은 그러한 법적 조항에 따라 그 직책을 맡은 유일한 사람이었다. 즉, 1980년 국민투표 이후 대통령직을 국가원수와 정부 수반으로 하는 헌법이 개정되었고, 그 사무소는 행정 대통령으로 알려지게 되었다. 포브스 버넘은 이러한 변화에 따라 대통령이 된 첫 번째 사람이었다.

## 선거
헌법 제91조에 따르면, 대통령은 총선에서 투표한 투표에 근거하여 국민이 선출한다. 각 후보자들의 명단은 지명일에 그들의 명단의 일원을 그 당의 대통령 후보로 지명할 것이다. 정당의 후보자 명단이 가장 많은 표를 받는 대통령 후보는 대통령에 당선된 것으로 간주되며 사실상 5년 동안 입법부의 존속기간을 갖는다.
어느 후보보다 많은 표를 얻은 2명 이상의 후보자가 동일한 수의 표를 받은 때에는 헌법 제177조제3항에 따라 법사위원장과 국민이 지켜보는 가운데 제비를 뽑아 대통령을 결정한다. 대통령을 가리기 위해 제비뽑기를 하는 이러한 과정은 대통령 취임 이후 가이아나의 역사에서 한 번도 일어난 적이 없다.

## 역대 대통령 목록
역대 가이아나의 대통령 목록이다. 현재 대통령은 이르판 알리이다.
| 대           | 사진             | 이름 (출생일-사망일)          | 취임일           | 퇴임일           | 정당         | 비고         |
| ------------ | ---------------- | ----------------------------- | ---------------- | ---------------- | ------------ | ------------ |
| 1            |                  | 아서 청 (1918-2008)           | 1970년 3월 17일  | 1976년 3월 12일  | 무소속       |              |
| 1            | 1976년 3월 12일  | 아서 청 (1918-2008)           | 1980년 10월 6일  |                  | 무소속       |              |
| 헌법 개정 후 |                  |                               |                  |                  |              |              |
| 2            |                  | 포브스 버넘 (1923-1985)       | 1980년 10월 6일  | 1985년 8월 6일   | 인민국가회의 | 임기 중 사망 |
| 3            |                  | 데스먼드 호이트 (1929-2002)   | 1985년 8월 6일   | 1985년 12월 12일 | 인민국가회의 |              |
| 3            | 1985년 12월 12일 | 데스먼드 호이트 (1929-2002)   | 1992년 10월 9일  |                  | 인민국가회의 |              |
| 4            |                  | 체디 제이건 (1918-1997)       | 1992년 10월 9일  | 1997년 3월 6일   | 인민진보당   | 임기 중 사망 |
| 5            |                  | 샘 힌즈 (1943- )              | 1997년 3월 6일   | 1997년 12월 19일 | 인민진보당   |              |
| 6            |                  | 자넷 제이건 (1920-2009)       | 1997년 12월 19일 | 1999년 8월 11일  | 인민진보당   | 사퇴         |
| 7            |                  | 바라트 자그데오 (1964- )      | 1999년 8월 11일  | 2001년 3월 31일  | 인민진보당   |              |
| 7            | 2001년 3월 31일  | 바라트 자그데오 (1964- )      | 2006년 8월 28일  |                  | 인민진보당   |              |
| 7            | 2006년 8월 28일  | 바라트 자그데오 (1964- )      | 2011년 12월 3일  |                  | 인민진보당   |              |
| 8            |                  | 도널드 라모타르 (1950- )      | 2011년 12월 3일  | 2015년 5월 16일  | 인민진보당   |              |
| 9            |                  | 데이비드 A. 그레인저 (1945- ) | 2015년 5월 16일  | 2020년 8월 2일   | 인민국가회의 |              |
| 10           |                  | 이르판 알리 (1980- )          | 2020년 8월 2일   | 현재             | 인민진보당   |              |